# در دل شب (فیلم ۱۹۸۵)
در دل شب (به انگلیسی: Into the Night) فیلمی محصول سال ۱۹۸۵ و به کارگردانی جان لندیس است. در این فیلم بازیگرانی همچون جف گلدبلوم، میشل فایفر، ریچارد فارنزورث، ایرنه پاپاس، کاترین هرولد، دن اکروید، دیوید بویی، ورا مایلز، کلو گولگر و آرت ایوانز ایفای نقش کرده‌اند.